# 阿兰库尔 (上索恩省)
阿兰库尔（法語：Alaincourt，法語發音：[alɛ̃kuʁ]）是法国上索恩省的一个市镇，属于吕尔区。

## 地理
阿兰库尔（47°56'31"N, 6°6'6"E）面积5.83 平方千米，位于法国勃艮第-弗朗什-孔泰大區上索恩省，该省份为法国东部内陆省份，北起顺时针与孚日省、贝尔福地区省、杜省、汝拉省、科多尔省和上马恩省接壤。
与阿兰库尔接壤的市镇（或旧市镇、城区）包括：塞勒、蒙多雷、蓬迪布瓦、沃维莱。

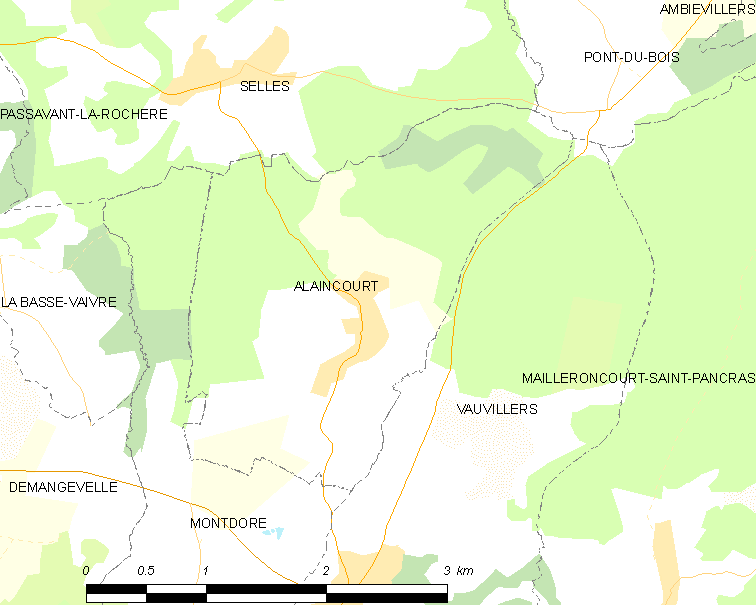
的OSM定位图

阿兰库尔的时区为UTC+01:00、UTC+02:00（夏令时）。

## 行政
阿兰库尔的邮政编码为70210，INSEE市镇编码为70010。

## 政治
阿兰库尔所属的省级选区为瑞塞县。

## 人口

1962-2008年间人口变化图示

阿兰库尔于2022年1月1日时的人口数量为98人。